# コパ・リベルタドーレス2015
コパ・リベルタドーレス2015（Copa Bridgestone Libertadores da América 2015）は、第56回目のコパ・リベルタドーレスである。アルゼンチンのリーベル・プレートが、3回目の優勝を果たした。

## 出場チーム
| 協会                         | チーム (枠)                                       | 参加ステージ     | 出場資格                                                 |
| ---------------------------- | ------------------------------------------------- | ---------------- | -------------------------------------------------------- |
| アルゼンチン 5+1 枠          | サン・ロレンソ (アルゼンチン 1; 前回王者)         | グループステージ | コパ・リベルタドーレス2014 優勝                          |
| アルゼンチン 5+1 枠          | リーベル・プレート (アルゼンチン 2)               | グループステージ | トルネオ・ファイナル2014 優勝                            |
| アルゼンチン 5+1 枠          | ラシン (アルゼンチン 3)                           | グループステージ | トルネオ・トランジション2014 優勝                        |
| アルゼンチン 5+1 枠          | ボカ・ジュニアーズ (アルゼンチン 4)               | グループステージ | プリメーラ・ディビシオン2013-14 通算成績最上位クラブ[A]  |
| アルゼンチン 5+1 枠          | ウラカン (アルゼンチン 5)                         | 予選             | コパ・アルヘンティーナ2013-14優勝                        |
| アルゼンチン 5+1 枠          | エストゥディアンテス (アルゼンチン 6)             | 予選             | コパ・スダメリカーナ2014 アルゼンチン最上位クラブ[A]     |
| ボリビア 3 枠                | ウニベルシタリオ (ボリビア 1)                     | グループステージ | クラウスーラ2014 優勝                                    |
| ボリビア 3 枠                | サン・ホセ (ボリビア 2)                           | グループステージ | クラウスーラ2014 2位                                     |
| ボリビア 3 枠                | ザ・ストロンゲスト (ボリビア 3)                   | 予選             | クラウスーラ2014 3位                                     |
| ブラジル 5 枠                | クルゼイロ (ブラジル 1)                           | グループステージ | 2014 カンピオナート・ブラジレイロ・セリエA 優勝          |
| ブラジル 5 枠                | アトレチコ・ミネイロ (ブラジル 2)                 | グループステージ | コパ・ド・ブラジル2014 優勝                              |
| ブラジル 5 枠                | サンパウロ (ブラジル 3)                           | グループステージ | 2014 カンピオナート・ブラジレイロ・セリエA 2位           |
| ブラジル 5 枠                | インテルナシオナル (ブラジル 4)                   | グループステージ | 2014 カンピオナート・ブラジレイロ・セリエA 3位           |
| ブラジル 5 枠                | コリンチャンス (ブラジル 5)                       | 予選             | 2014 カンピオナート・ブラジレイロ・セリエA 4位           |
| チリ 3 枠                    | コロコロ (チリ 1)                                 | グループステージ | クラウスーラ2014 優勝                                    |
| チリ 3 枠                    | ウニベルシダ・デ・チレ (チリ 2)                   | グループステージ | アペルトゥーラ2014 優勝                                  |
| チリ 3 枠                    | パレスティーノ (チリ 3)                           | 予選             | アペルトゥーラ2014 プレーオフ勝者（4位）                 |
| コロンビア 3 枠              | アトレティコ・ナシオナル (コロンビア 1)           | グループステージ | アペルトゥーラ2014 優勝                                  |
| コロンビア 3 枠              | サンタフェ (コロンビア 2)                         | グループステージ | フィナリサシオン2014 優勝                                |
| コロンビア 3 枠              | オンセ・カルダス (コロンビア 3)                   | 予選             | プリメーラA2014 通算成績最上位クラブ[A]                  |
| エクアドル 3 枠              | エメレク (エクアドル 1)                           | グループステージ | セリエA2014 優勝                                         |
| エクアドル 3 枠              | バルセロナ (エクアドル 2)                         | グループステージ | セリエA2014 2位                                          |
| エクアドル 3 枠              | インデペンディエンテ・デル・バジェ (エクアドル 3) | 予選             | セリエA2014 通算成績最上位クラブ[A]                      |
| メキシコ (CONCACAF) 3 枠招待 | UANL (メキシコ 1)                                 | グループステージ | アペルトゥーラ2014 総当たり戦最上位クラブ[B]             |
| メキシコ (CONCACAF) 3 枠招待 | アトラス (メキシコ 2)                             | グループステージ | アペルトゥーラ2014 総当たり戦2番手クラブ[B]              |
| メキシコ (CONCACAF) 3 枠招待 | モレリア (メキシコ 3)                             | 予選             | スーペルコパMX2014 優勝（コパMXアペルトゥーラ2013 優勝） |
| パラグアイ 3 枠              | リベルタ (パラグアイ 1)                           | グループステージ | アペルトゥーラ2014 優勝 クラウスーラ2014 優勝            |
| パラグアイ 3 枠              | グアラニー (パラグアイ 2)                         | グループステージ | プリメーラ・ディビシオン2014 通算成績2位クラブ           |
| パラグアイ 3 枠              | セロ・ポルテーニョ (パラグアイ 3)                 | 予選             | プリメーラ・ディビシオン2014 通算成績3位クラブ           |
| ペルー 3 枠                  | スポルティング・クリスタル (ペルー 1)             | グループステージ | デスセントラリザード2014 優勝                            |
| ペルー 3 枠                  | フアン・アウリチ (ペルー 2)                       | グループステージ | デスセントラリザード2014 2位                             |
| ペルー 3 枠                  | アリアンサ・リマ (ペルー 3)                       | 予選             | トルネオ・デル・インカ 優勝                              |
| ウルグアイ 3 枠              | ダヌービオ (ウルグアイ 1)                         | グループステージ | プリメーラ・ディビシオン2013-14 優勝                     |
| ウルグアイ 3 枠              | モンテビデオ・ワンダラーズ (ウルグアイ 2)         | グループステージ | プリメーラ・ディビシオン2013-14 2位                      |
| ウルグアイ 3 枠              | ナシオナル (ウルグアイ 3)                         | 予選             | プリメーラ・ディビシオン2013-14 通算成績最上位クラブ[A]  |
| ベネズエラ 3 枠              | サモラ (ベネズエラ 1)                             | グループステージ | プリメーラ・ディビシオン2013-14 優勝                     |
| ベネズエラ 3 枠              | ミネロス (ベネズエラ 2)                           | グループステージ | プリメーラ・ディビシオン2013-14 2位                      |
| ベネズエラ 3 枠              | デポルティーボ・タチラ (ベネズエラ 3)             | 予選             | プリメーラ・ディビシオン2013-14 通算成績最上位クラブ[A]  |

注釈
1. ^ 当該クラブが既に出場権を獲得している場合は、次点のクラブが繰り上げで出場する。
2. ^ 当該クラブがCONCACAFチャンピオンズリーグ2014-15の出場権を獲得している場合は、次点のクラブが繰り上げで出場する。

## 決勝トーナメント

### 決勝
| UANL | 0 - 0    | リーベル・プレート |
| ---- | -------- | ------------------ |
|      | レポート |                    |

| リーベル・プレート                                       | 3 - 0    | UANL |
| -------------------------------------------------------- | -------- | ---- |
| アラリオ 44分 · サンチェス 74分 (PK) · フネス・モリ 78分 | レポート |      |